# Sarmentosa
La sarmentosa es un monosacárido de 7 átomos de carbono, que se obtiene por hidrólisis de la sarmentocimarina. Es un estereoisómero de la cimarosa, además de estar estrechamente relacionado con la digitalosa, la cual se obtiene por hidrólisis de la digitalina.